# William E. Mason

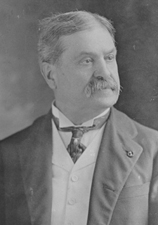
William E. Mason

William Ernest Mason (* 7. Juli 1850 in Franklinville, Cattaraugus County, New York; † 16. Juni 1921 in Washington, D.C.) war ein US-amerikanischer Politiker (Republikanische Partei), der den Bundesstaat Illinois in beiden Kammern des Kongresses vertrat.
Der aus dem Staat New York stammende William Mason zog mit seiner Familie nach Bentonsport in Iowa, als er acht Jahre alt war. Er besuchte zunächst die Bentonsport Academy und danach von 1863 bis 1865 das Birmingham College. Danach arbeitete er selbst von 1866 bis 1868 in Bentonsport als Lehrer; in diesem Beruf war er außerdem von 1868 bis 1870 in Des Moines tätig. Schließlich studierte er die Rechtswissenschaften, zog 1872 nach Chicago und wurde dort in die Anwaltskammer aufgenommen, woraufhin er als Jurist zu praktizieren begann.
Politisch betätigte Mason sich erstmals 1879 als Abgeordneter im Repräsentantenhaus von Illinois; von 1882 bis 1885 gehörte er dann dem Staatssenat an. Am 4. März 1887 zog er zum ersten Mal ins Repräsentantenhaus der Vereinigten Staaten ein, wo er den dritten Wahlbezirk von Illinois nach einer Wiederwahl bis zum 3. März 1891 vertrat. Im Jahr 1890 wurde er von den Wählern nicht erneut bestätigt, weshalb er in der Folge zunächst wieder als Anwalt arbeitete. Sechs Jahre später kehrte er nach erfolgreicher Wahl als Senator in den Kongress zurück. Nach einer Amtsperiode, während der er unter anderem Vorsitzender des Committee on Manufactures sowie des Committee on Post Office and Post Roads war, trat er 1902 nicht zur Wiederwahl an und verließ den Senat am 3. März 1903.
Nachdem er zwischenzeitlich wieder seiner juristischen Tätigkeit nachgegangen war, kandidierte Mason im Jahr 1916 noch einmal für das US-Repräsentantenhaus. Er wurde erneut gewählt und verblieb nach zweimaliger Bestätigung vom 4. März 1917 bis zu seinem Tod am 16. Juni 1921 im Kongress. Danach wurde seine Frau Winnifred als seine Nachfolgerin in den Kongress gewählt.